# Тошіро Хіцугая
Тошіро Хіцугая (яп. 日番谷 冬獅郎, Хепберн: Hitsugaya Toshiro) — вигаданий персонаж манги й аніме-серіалу «Бліч», створений Кубо Тайто. У серіалі Хіцугая є капітаном 10-го підрозділу або загону Готей 13, групи Женців душ, які керують потоком душ і захищають Суспільство Душ, царство загробного життя. Хіцугая з'являється у всіх фільмах Бліча, будучи головним героєм у фільмі «Бліч: Повстання алмазного пилу» та в інших медіа, пов'язаних із серіалом, включаючи відеоігри та оригінальні відеоанімації.
Хіцугая був добре сприйнятий як серед читачів, так і серед рецензентів. Серед читачів Бліча він був дуже популярним, займаючи високі позиції в кількох опитуваннях популярності. Було випущено серію товарів на його подобі, зокрема фігурки, плюшеві іграшки та брелоки. Публікації аніме та манги забезпечили визнання та критику персонажа Хіцугаї.

## Поява

### Манга та аніме
Хіцугая жив зі своєю бабусею та з Момо Хінаморі, яку він вважає дуже близькою подругою. Хіцугая досяг успіху в академії Женців Душ, ставши наймолодшим капітаном в історії Суспільства Душ, який командував Загоном під номером 10. Познайомившись з Готей 13, Хіцугая запідозрив капітана Загону 3 Гіна Ічімару у нечесній грі та зраді Суспільства, оскільки обставини, пов'язані з майбутньою стратою Рукії Кучікі, ускладнилися. Коли Хінаморі маніпулюють, щоб вона подумала, що Хіцугая вбив Сосуке Айзена, Хіцугая нападає на Гіна, вважаючи, що він обдурив її. Бій переривається, коли Хіцугая виводить з ладу Хінаморі, але його перехоплює його лейтенант Рангіку Мацумото. Бачачи, наскільки руйнівною стає страта Рукії, Хіцугая намагається зупинити процес, звернувшись до радників Палати 46. Проте, після прибуття туди виявляється, що всі учасники були вбиті Айзеном, який імітував свою смерть. Коли Хіцугая знаходить поранену Хінаморі, Хіцугая намагається вбити Айзена, але зазнає поразки.
У наступній арці Хіцугая очолює групу Женців душ, призначених захищати місто Каракура від Арранкар, яких Айзен залучив до свого підступного плану по знищенню Суспільства душ. Він перемагає Шолонга Куфанга та Луппі Антенора, а дізнавшись, що Оріхіме Іноуе слідує за Арранкарами назад у їхній рідний світ, Хіцугая повертається до Суспільства душ, щоб допомогти у підготовці до війни проти Айзена. У місті Каракура він вступає в бій з Еспадою Тіер Харрібель, перш ніж її смертельно поранить Айзен. Звідти Хіцугая вступає в бій з Айзеном, і його обманом змушують вдарити ножем у груди свою подругу Хінаморі, а Айзен, скориставшись гнівом юнака через обман, відрізає йому ліві кінцівки. Після поразки Хіцугая зцілюється та вирішує тренуватися, щоб він міг вільніше використовувати свій найсильніший хід як Жнець душ, банкай, щоб захистити Хінаморі.
Коли Куго Гінджо забирає всі повноцінні сили Ічіго Куросакі, Хіцугая та кілька інших високопоставлених Женців душ вирушають у світ людей. Щоб допомогти Ічіго відновити свої сили Женця Душ і битися з Гінджо, капітан-головнокомандувач Генрюсай Шігекуні Ямамото наказує Женцям душ віддати Ічіго частину їхньої духовної енергії. Після цього Хіцугая вступає в гру в кішки-мишки з Юкіо Хансом Форарлбеною. Поєдинок закінчується тим, що Хіцугая заковує Юкіо в лід, погрожуючи вбивством, якщо той не припинить свою техніку Фулбрінг. Під час вторгнення Ванденрайха в Суспільство Душ, Хіцугая втрачає свій банкай у битві з членом організації Кан Ду. Але за допомогою Кіске Урахари Хіцугая відвойовує свій банкай у Кан Ду та перемагає його. Однак, Юкіо Ганс Форарльберна перетворює Хіцугаю на зомбі. Хіцугая з'являється разом із Рангіку, яку теж перетворили на зомбі, коли Кенсей і Роуз борються з групою відроджених арранкарів Маюрі Куроцучі та Іккаку та Юмічікою з Загону 11. Зрештою Маюрі вдається взяти під контроль зомбованих Женців душ, а Хіцугая та Рангіку повернулися до нормального стану та вилікувалися, хоча після цього перевтілення тривалість їхнього життя була скорочена. Пізніше Хіцугая приєднується до Б'якуї та інших Женців душ і всі разом вони вступають у бій проти стернриттера Джерарда. Під час цієї битви крижані пелюстки банкая Хіцугаї розчиняються. Але внаслідок цього його банкай не деактивується, аби показати, що обмеження часу було ознакою того, що він був повністю розвинений до бою. Навпаки —  сила його банкаю, Дайгурена Хьорінмару, досягає свого повного потенціалу, а Хіцугая з дитини трансформується на дорослого парубка, щоб краще використовувати свою вдосконалену зброю.

### В інших медіа
Хіцугая з'являється у всіх чотирьох фільмах серіалу. Він бореться з кланом Темних разом з іншими товаришами Женцями душ у фільмі «Bleach: Memories of Nobody". Тошіро з'являється і у фільмі «Bleach: The Diamond Dust Rebellion», де його звинувачують у крадіжці Королівської печатки, стародавнього артефакту, і де він натрапляє на темну таємницю про давно померлого Женця душ на ім'я Соджіро Кусака, який був його близьким другом і суперником, коли той був молодим.  Для просування фільму було випущено одну главу манги, присвячену минулому Хіцугаї, де розповідається, як Хіцугая дізнався про свої сили. Мабуть, Кусака використовує Королівську печатку, щоб повернутися до життя задля помсти, але врешті його вбиває Хіцугая в останньому бою-реванші. Він також з'являється у фільмі «Bleach: Fade to Black», де він втрачає свої спогади про Ічіго та Рукію разом з іншими Женцями душ. Втративши спогади про зникнення Рукії та Ічіго, Хіцугая разом з іншими капітанами намагаються перешкодити Ічіго увійти в Товариство душ. У фільмі «Hell Verse» він допомагає відбиватися від грішників у місті Каракура.
Хіцугая з'являється у 30-хвилинній оригінальній відеоанімації Sealed Sword Frenzy, у якій він є частиною групи капітанів, відправлених у реальний світ, щоб запечатати втікача та сумнозвісно небезпечного злочинця шинігамі Байшина. Під час їхньої першої зустрічі він успішно відбивається від злочинця, але Байшин тікає. Хіцугая — популярний персонаж у відеоіграх, пов'язаних з Bleach, включаючи серію ігор Blade Battlers і серію домашніх консолей Nintendo. Спеціальні версії персонажа, такі як його форма банкаю, представлені в деяких іграх, таких як Soul Resurrección. Хіцугаю у шкільному костюмі  можна розблокувати в інших іграх, таких як Bleach: Shattered Blade. Він також є ігровим персонажем у грі Nintendo DS, Jump Ultimate Stars. Він також з'являється в двох альбомах Bleach Beat Collection. Перший був альбомом-компіляцією з Хінаморі та Мацумото. Другий також був збірним альбомом, цього разу з Ічіго. Альбом Хіцугаї та Хьорінмару також був випущений як частина Bleach Breathless Collection. Його спочатку зобразив Такаші Нагаяма в рок-мюзиклах «Бліч». Пізніше, у Shinsei Rock Musical Bleach Reprise, Нагаяма був замінений Юя Кідо, який також був замінений; Роль взяв Такуя Кавахарада.

## Сприйняття персонажа
Хіцугая був дуже популярний в опитуваннях Weekly Shōnen Jump щодо популярності персонажів Bleach, у більшості випадків потрапляючи в першу десятку. На початку 2008 року Хіцугая був визнаний найпопулярнішим персонажем серіалу, обігнавши Ічіго, який раніше займав цю посаду. Хьорінмару був визнаний найпопулярнішим занпакуто в опитуванні популярності усіх занпакуто серіалу. У опитуванні персонажів японського журналу Newtype 2007 року він був визнаний 9-м за популярністю чоловічим персонажем у будь-якому аніме. У 28-му щорічному опитуванні читачів аніме, Гран-прі аніме, Хіцугая був визнаний восьмим найпопулярнішим аніме-чоловіком. Він також фігурував у подібних щомісячних опитуваннях Animage. Хіцугая посів восьме місце у 2008 році і третє у 2009 році в опитуванні під назвою «Персонаж, з яким я хочу одружитися» японського музичного дистриб'ютора Recochoku. Щоб популяризувати другий фільм Bleach, у трейлері був рядок «Стратьте Хіцугаю!». Автор, Тайто Кубо зізнався, що це була його власна ідея, щоб здивувати всіх, але він і Масакадзу Моріта, актор озвучування Ічіго, отримали багато листів від стурбованих шанувальників, через що Кубо вибачився у відповідь. На основі зовнішнього вигляду Хіцугаї було створено різноманітні товари, зокрема фігурки плюшеві іграшки та брелоки.
Різноманітні публікації з манги, аніме та інших медіа прокоментували персонажа Хіцугаю, виразивши похвалу та критику. Відзначається, що він є одним із найпоширеніших «улюблених» персонажів серіалу. Карл Кімлінгер з Anime News Network похвалив Стіва Стейлі, актора озвучування Хіцугаї, за цікаву варіацію його голосу, а не за «мерзоту, що руйнує цілісність картини». Крім того, він прокоментував, що невирішена особиста проблема Хіцугаї, разом із проблемами інших персонажів, є значною частиною кульмінації арки історії Суспільства душ. Він також високо оцінив анімацію банкая Хіцугаї в аніме. Однак, пізніше Кімлінгер розкритикував його, додаючи що «це робить персонажа схожим на артритну синю ворону». Ремсі Айлер з IGN поскаржився на те, що перший бій Хіцугаї проти Арранкара був не дуже цікавим, а сам персонаж не «отримав шансу сяяти». Ранні виступи Хіцугаї були розкритиковані Ісааком Хейлом з Pop Culture Shock, який виявив, що Кубо ігнорував інших персонажів і приділяв багато уваги йому та жартам Мацумото. Однак у наступній арці Кріс Беверідж з Mania Entertainment зазначив, що він «має досить хорошу арку» і «яскраво сяє» проти Айзена. Його поява у фільмі Diamond Dust Rebellion була високо оцінена Холлі Еллінгвуд з Active Anime, яка вважала його мотиви та історію «захоплюючими та інтригуючими». Подібним чином Кріс Беверідж з Mania Entertainment похвалив «як він мужньо виглядає» у цьому фільмі.